# Vittorio Moretti
Vittorio Moretti (Firenze, 28 aprile 1941) è un imprenditore italiano.

## Biografia
Nato a Firenze, vi risiede con i genitori fino al 1944, anno in cui decidono di tornare ad Erbusco, in Franciacorta (BS), loro paese d’origine.
Nel 1948 la famiglia raggiunge Milano dove il padre fonda la propria impresa di costruzioni. È questo il periodo di massimo fervore dell’edilizia del dopo guerra ed inizia qui il percorso formativo di Vittorio Moretti che si iscriverà all’Istituto tecnico edile Carlo Bazzi, frequentando per sei anni i corsi serali per poter lavorare contemporaneamente nell’impresa del padre.
Nel 1967 Vittorio Moretti decide di trasferirsi nella propria terra di adozione, la Franciacorta, e di avviare ad Erbusco una propria attività nel settore delle costruzioni, affiancando presto ai cantieri in edilizia tradizionale la prefabbricazione industriale. Nasce così l’azienda Moretti Spa.
Negli anni successivi, Vittorio Moretti decide di diversificare il proprio impegno imprenditoriale, scegliendo di puntare sulla viticoltura, che proprio in quel periodo stava nascendo in Franciacorta: nel 1977 nasce l’azienda Bellavista, dal nome della collina su cui sorge.
Nel 1993 l’attività imprenditoriale si espande ulteriormente, con la ristrutturazione ad Erbusco, a due passi dalla cantina Bellavista, di un’antica villa padronale che viene trasformata nel resort L’Albereta, che fa parte della prestigiosa catena dei Relais & Chateaux. È in questo resort che - grazie all’amicizia comune con Gianni Brera - Gualtiero Marchesi decide di trasferirsi, gestendone il ristorante.
Nel 1996 Vittorio Moretti promuove la holding Terra Moretti, di cui è presidente, con l’obiettivo di raggruppare e rendere sinergiche le numerose attività del gruppo che, gradualmente, si espandono: in un’antica fornace ad Adro, sempre in Franciacorta, trova collocazione l’azienda agricola Contadi Castaldi, mentre in Toscana a Suvereto viene creata, su disegno di Mario Botta, la cantina dell’azienda agricola Petra. A Castiglion della Pescaia, in quella che fu la dimora di caccia del Granduca Leopoldo di Toscana, viene creato il resort L’Andana. Nel 2016, infine, vengono acquisite dal gruppo Campari le tenute di Sella & Mosca, ad Alghero, in Sardegna, che è la più grande estensione vitata a corpo unico in Europa, e Teruzzi & Puthod a San Gimignano, in Toscana.

## Vita privata
Vittorio Moretti è sposato dal 1967 con Mariella Bertazzoni ed è padre di tre figlie, tutte impegnate con ruolo di Vicepresidenti nella Holding Terra Moretti: Carmen, Francesca e Valentina.

## La visione della Franciacorta
«Sono toscano per nascita, milanese per formazione, franciacortino per scelta»
Il 1974 è l’anno che segna l’avvicinamento di Vittorio Moretti alla sua terra prediletta, la Franciacorta. L’acquisto di alcuni ettari di vigneto e la costruzione di una cantina adiacente all’abitazione di famiglia risponde, nel progetto iniziale, al soddisfacimento di un’esigenza di carattere personale: “Fare del buon vino da condividere con gli amici e soddisfare il desiderio di un ritorno alla terra”.
Il desiderio di Vittorio Moretti di qualificare e promuovere il territorio di Franciacorta lo vede promotore, a partire dagli anni ’80, di alcune iniziative imprenditoriali e culturali volte a portare in questo lembo di terra bresciana un turismo qualificato, in grado di apprezzarne le bellezze storiche, naturali ed artistiche.
Nel 1984 è il promotore della trasformazione di una cava abbandonata nel Golf di Franciacorta a Nigoline di Corte Franca, in prossimità del Lago d'Iseo. Progettato dall'architetto paesaggista americano Pete Dye in collaborazione con l'esperto italiano Marco Croze, il campo ricopre un'area di 75 ettari tra specchi d'acqua e una ricca vegetazione. Ospita oggi un percorso 27 buche il campo pratica, la Club House, una piscina e il campo da tennis.
Nello stesso anno viene istituito il Premio Bellavista Franciacorta, un riconoscimento giornalistico-letterario attribuito negli anni a quanti hanno saputo promuovere e valorizzare questo territorio e la sua vocazione vitivinicola. A presiederne la Giuria per otto anni è stato Gianni Brera. Tra i premiati ricordiamo: Paolo Marchi (Il Giornale, 1994 e 2000), Davide Paolini (Il Sole 24 Ore, 1994), Carlo Rossella (Panorama, 2002), Fabrizio Del Noce (Rai, 2002),
Nel 1990 nasce il Consorzio di Tutela del Franciacorta per affermare nel mondo la vocazionalità del territorio alla produzione di “vini spumanti” di massimo pregio. Vittorio Moretti è socio fondatore, ma è soprattutto il principale promotore di iniziative volte ad affermare l’eccellenza di un metodo e di un nome che sia immediatamente identificabile con il nome del territorio stesso, la Franciacorta. Vittorio Moretti ne è il Presidente dal dicembre 2015.

## La Fondazione Vittorio e Mariella Moretti
Il 31 luglio 2018 nasce la Fondazione Vittorio e Mariella Moretti che ha sede nel Convento della Santissima Annunciata a Rovato (Brescia), sul Monte Orfano, struttura di cui la Fondazione si occuperà fino al 2028 secondo l’accordo stipulato con l’Ordine dei Frati Servi di Maria. Lo scopo della Fondazione è diffondere cultura in diversi ambiti quali l'architettura, l'arte, la storia, il vino, ma anche promuovere attività sociali sul territorio di riferimento.
Il Convento è stato fondato nel 1449 dall’Ordine dei Frati Servi di Maria che nel 2018 ha concesso la gestione e l’utilizzo della struttura alla Fondazione.
Da molti anni la famiglia Moretti cura le vigne storiche del Convento della Santissima Annunciata, in un progetto di recupero enologico con il contributo del professore Attilio Scienza.

## Riconoscimenti
- Premio Internazionale Vinitaly, 2007[13][14]

## Onorificenze
- Commendatore della Repubblica italiana[15]
- Accademico aggregato dell’Accademia dei Georgofili, 2005[16]